# Минку, Ион

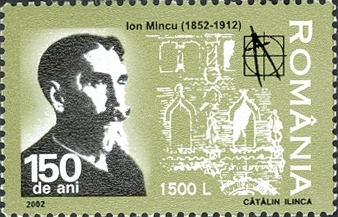
Ион Минку на почтовой марке Румынии. 2002 г.

Ион Минку (рум. Ion Mincu ; 1852, Фокшани - 1912, Бухарест) — румынский архитектор, инженер, профессор, политик и общественный деятель. Член Румынской академии (посмертно).
Родоначальник национального направления в архитектуре Румынии конца XIX века и основоположник нео-румынского стиля  (стиль Брынковяну). Один из пионеров румынской Школы архитектуры, и самой профессии архитектора.

## Биография

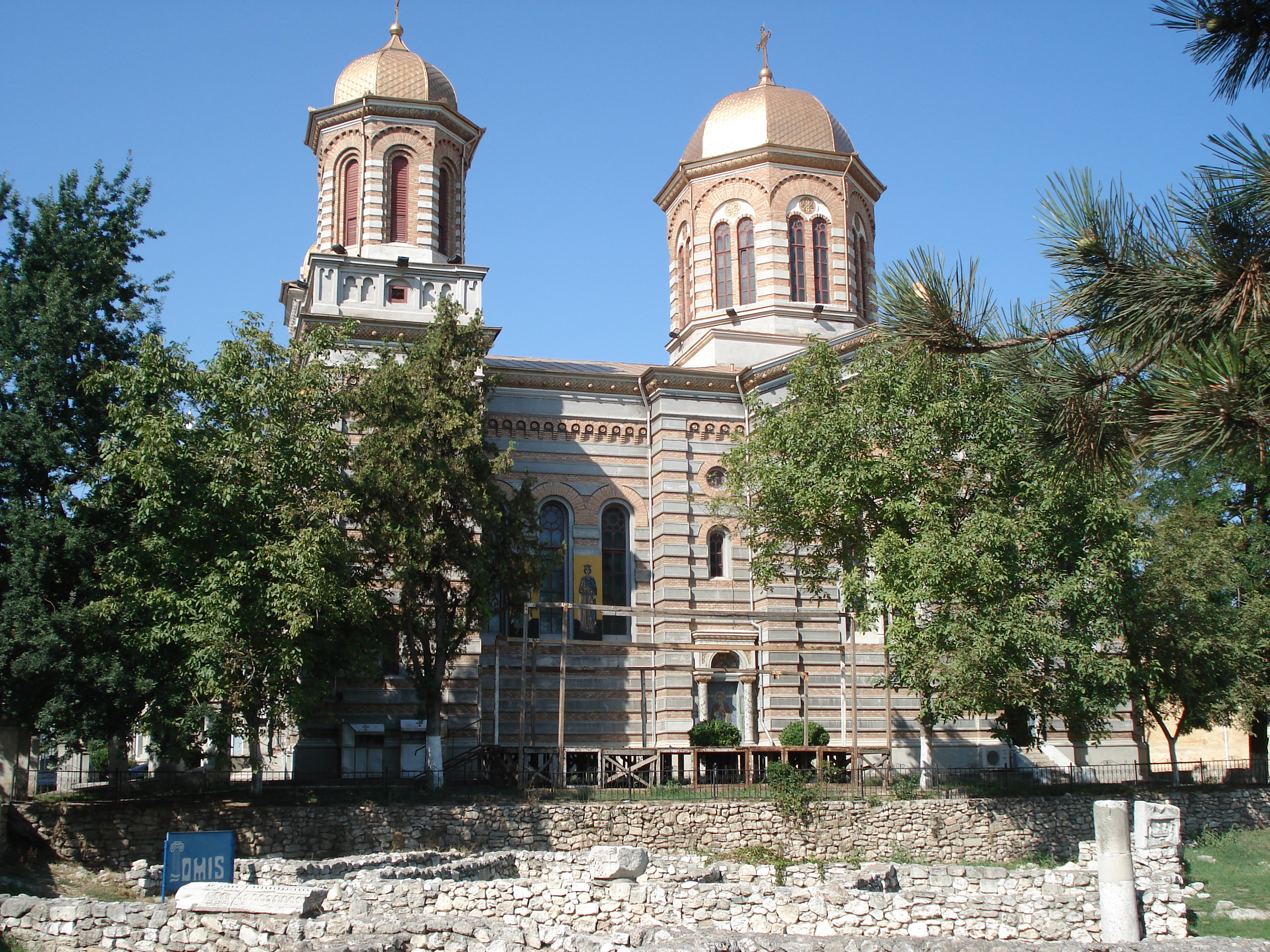
Собор Святых Петра и Павла. Констанца

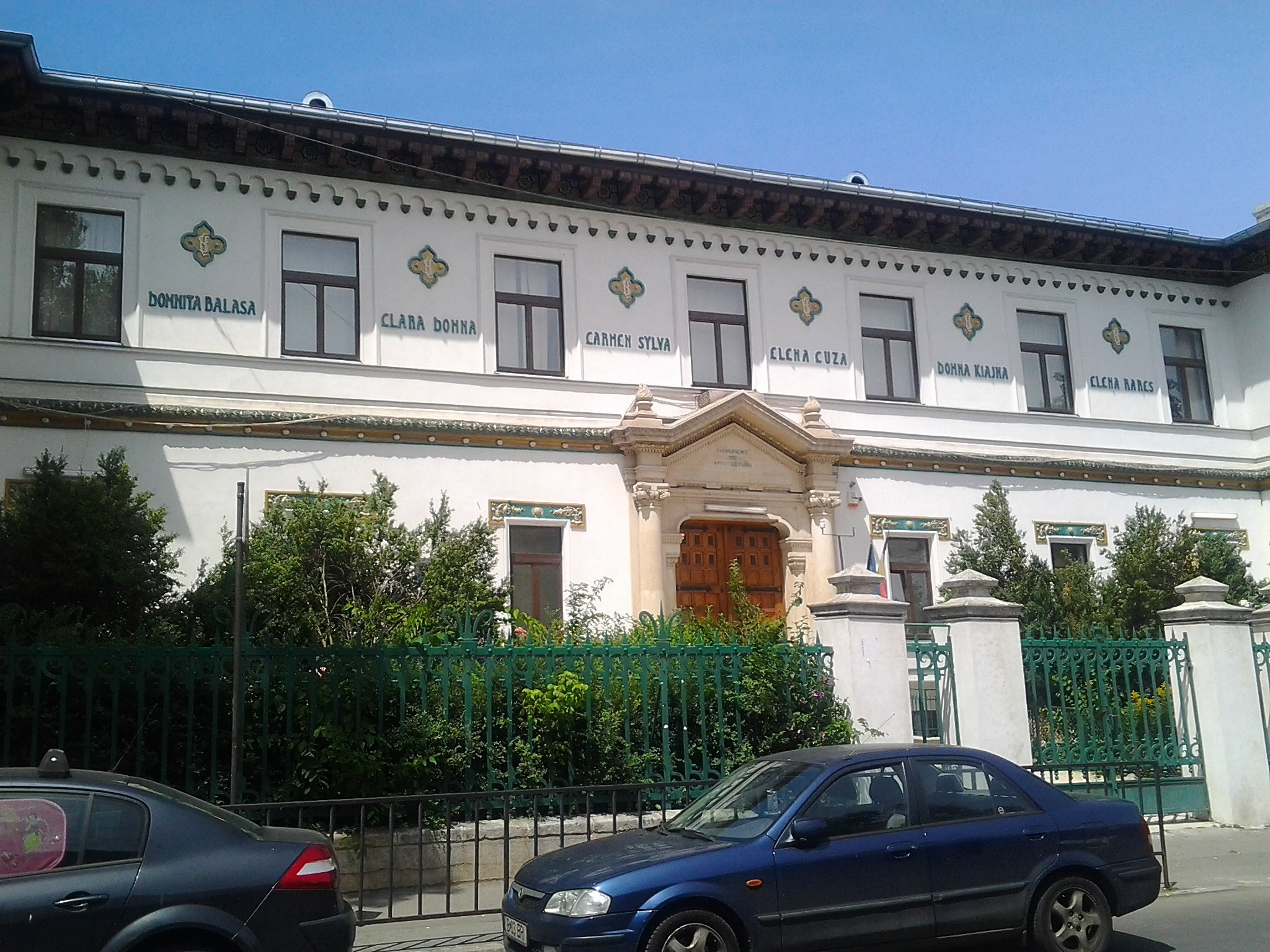
Здание Центральной школы в Бухаресте

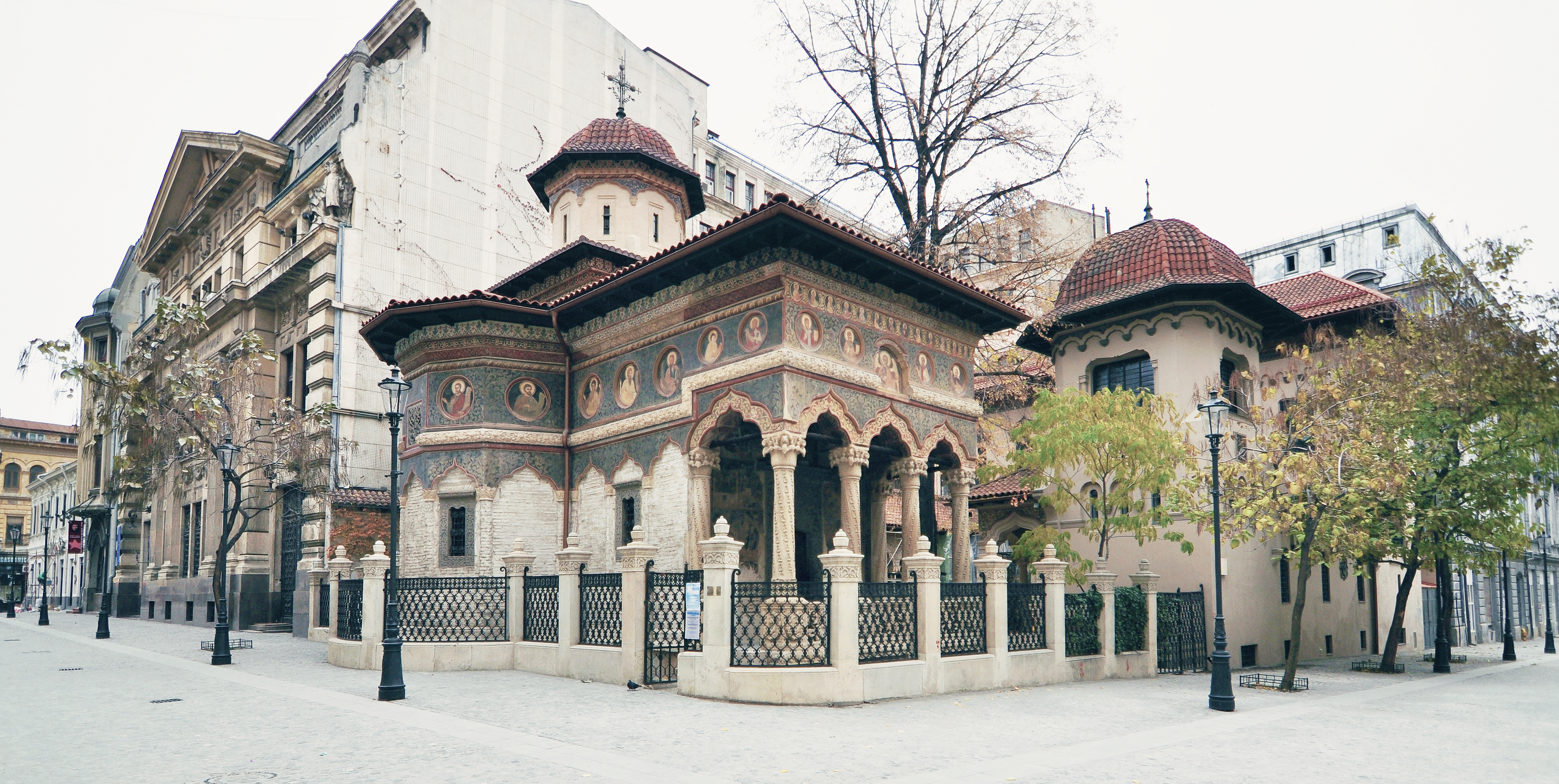
Православная церковь в Бухаресте

В 1875 окончил инженерно-строительную школу дорог и мостов в Бухаресте, затем, в 1884 — архитектурное отделение Школы изящных искусств в Париже. Получил ученую степень в области архитектуры.
В 1892—1912 преподавал архитектуру, профессор, ответственный за проекты в Национальной школе архитектуры и Высшей школе архитектуры Бухареста.
Был одним из членов-учредителей школы архитектуры Общества румынских архитекторов.
С 1903 по 1912 — президент, позже почётный президент Общества архитекторов Румынии.
Возглавлял борьбу за возрождение национального стиля в румынской архитектуре, против эклектического космополитизма, характерного вообще для европейской архитектуры 1840—1880-х гг.
Был политическим деятелем, который боролся с бюрократией. Избирался депутатом парламента Румынии (1895—1899).
В своих постройках использовал традиции румынской народной и средневековой архитектуры. Увлеченный идеей возрождения национальной архитектуры, Минку мечтал о сооружениях большого масштаба: о реконструкции в национальном стиле целого квартала Бухареста, он работал над проектом здания городского управления, но эти его замыслы не получили воплощения. Влияние Минку на развитие румынской архитектуры было значительным, он имел много учеников и последователей, которые в обстановке недоверия правительства к национальным силам сумели создать серьезные художественные ценности.

## Некоторые проекты
- Собор Святых Петра и Павла, Констанца,
- «Буфетул» на шоссе Киселёва[рум.] в Бухаресте, 1882—1892,
- вилла Робеску в Синая, 1896—1897),
- Православная церковь Stauropolis в Бухаресте,
- Румынский павильон для Международной выставки 1889 г. в Париже

## Награды
- В 1883 награждён премией Общества архитекторов Румынии.

Похоронен на кладбище Беллу.

## Память
- В 1953 году имя архитектора было присвоено Бухарестскому университету архитектуры и урбанизма.
- Так же именем архитектора  была названа улица в Бухаресте.